# 馬蒂尼克斯島 (緬因州)
馬蒂尼克斯島（英語：Matinicus Isle）是位於美國緬因州諾克斯縣的一個種植園。

## 人口
根據2020年美國人口普查的數據，馬蒂尼克斯島的面積為26.00平方千米，當中陸地面積為6.00平方千米，而水域面積為20.00平方千米。當地共有人口53人，而人口密度為每平方千米2人。